# اطلس آرنا
اطلس آرنا (انگلیسی: Atlas Arena) یک سالن سرپوشیده در شهر ووچ، لهستان است.
این ورزشگاه که در سال ۲۰۰۹ تأسیس شده دارای ۱۳٬۸۰۵ نفر ظرفیت می‌باشد و برای ورزش‌هایی همچون والیبال، بسکتبال و هاکی روی یخ استفاده میشود.

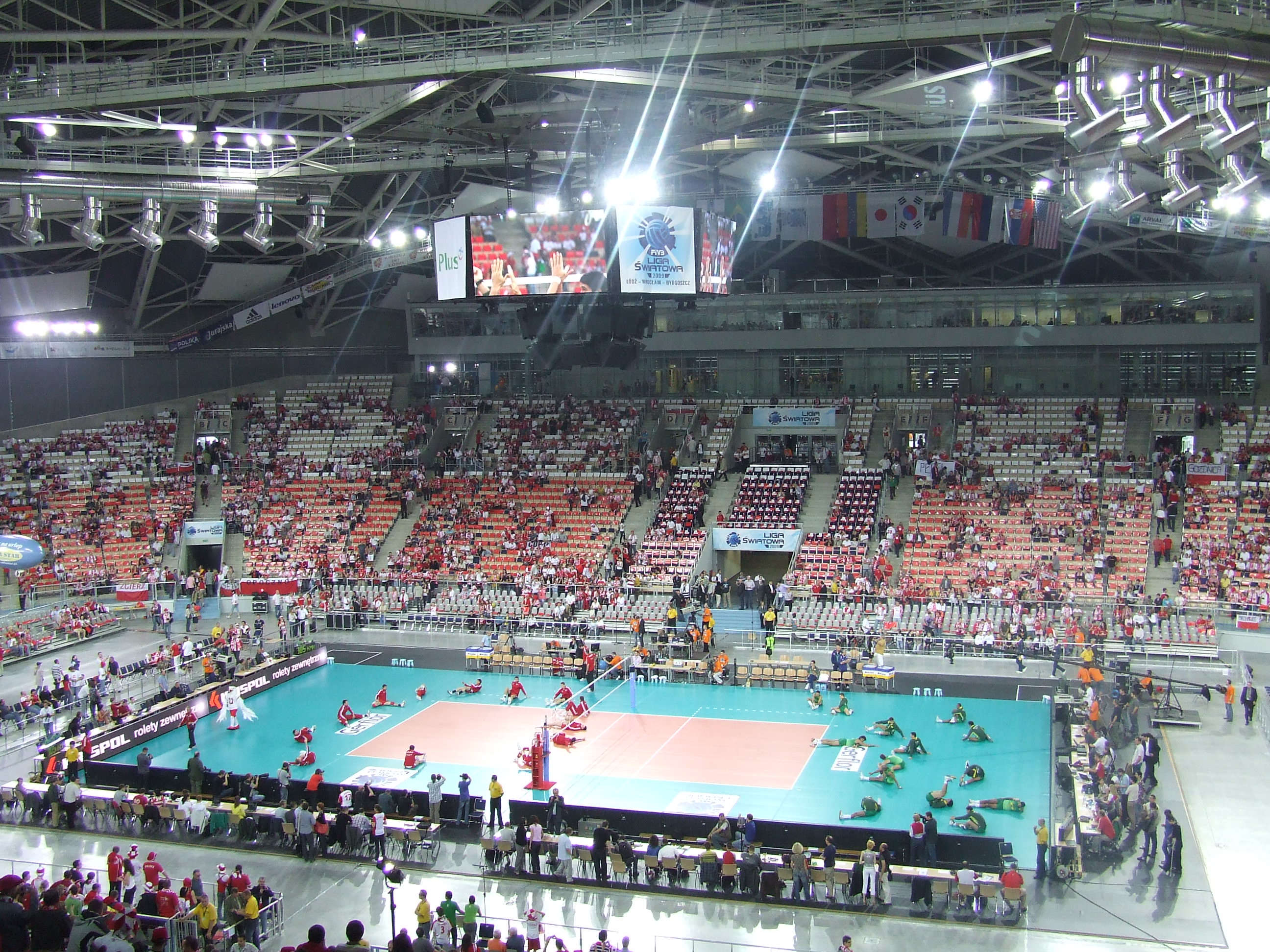
نمایی از درون سالن